# Blød hejre
Blød hejre (Bromus hordeaceus) er en enårig plante i græs-familien. Arten er oprindeligt udbredt i Europa og Vestasien, men er siden spredt ved menneskets hjælp til blandt andet Nord- og Sydamerika og Australien. Blød hejre har 5-9-blomstrede, stakbærende småaks. Hele planten er blødt håret.
Arten er meget almindelig i Danmark, hvor den findes på tør bund i vejkanter, enge og på bakkeskrænter. Den har været anvendt som fodergræs på græsmarker.